# Liste der Monuments historiques in La Vergne (Charente-Maritime)
Die Liste der Monuments historiques in La Vergne (Charente-Maritime) führt die Monuments historiques in der französischen Gemeinde La Vergne auf.

## Liste der Objekte
| Bezeichnung | Beschreibung | Standort                       | Kennzeichnung | Schutzstatus | Datum | Bild |
| ----------- | ------------ | ------------------------------ | ------------- | ------------ | ----- | ---- |
| Gedenktafel | Stein, 1667  | in der Kirche St-Martin (Lage) | PM17001402    | Inscrit      | 1984  |      |